# Kalvskäret
Kalvskäret este o arie protejată (arie specială de conservare — SAC, sit de importanță comunitară — SCI) din Suedia întinsă pe o suprafață de 0,24 ha, integral pe uscat.

## Localizare
Centrul sitului Kalvskäret este situat la coordonatele 60°10′33″N 18°48′28″E / 60.1757°N 18.8079°E.

## Înființare
Situl Kalvskäret a fost declarat sit de importanță comunitară în iunie 2001 pentru a proteja 1 specie de plante. Situl a fost protejat și ca arie specială de conservare în martie 2011.

## Biodiversitate
Situată în ecoregiunile boreală și marină baltică, aria protejată nu include niciun habitat protejat.
La baza desemnării sitului se află o specie protejată de  plante: Botrychium simplex.